# مساواة تعليمية
المساواة التعليمية أو المساواة في التعليم هي دراسة وإنجاز العدالة في مجال التعليم. وغالبًا ما ترتبط دراسة المساواة التعليمية بدارسة التميز والإنصاف. وغالبًا ما تتم مساواة العدل مع المساواة، في حين أن الإنصاف يتعامل مع توفير والوفاء بالاحتياجات الخاصة بأفراد معينين. وهذا التوفير القائم على الاحتياجات لا يؤدي إلى تحقيق التعامل العادل مع كل الطلاب.
تعتمد العدالة التعليمية على عاملين رئيسيين: الأول هو الإنصاف، ويعني أن العوامل الخاصة بظروف الفرد الشخصية، لا يجب أن تتداخل مع إمكانات النجاح الأكاديمي. العامل الثاني المهم هو الشمول، والذي يشير إلى معيار شامل ينطبق على الجميع في نظام تعليمي معين. يرتبط هذان العاملان ارتباطًا وثيقًا ببعضهما، ويعتمدان على بعضهما من أجل نجاح النظام التعليمي.
تزداد أهمية العدالة في التعليم، وتعتمد على فرضية أن مستوى الفرد التعليمي يرتبط مباشرة بنوعية الحياة المستقبلية. لذلك، فإن النظام الأكاديمي الذي يمارس العدالة التعليمية هو أساس قوي لمجتمع منصف ومزدهر. ويصعب مع ذلك، تجنب عدم الإنصاف في التعليم، ويمكن تقسيمه إلى عدم الإنصاف بسبب المكانة الاجتماعية والاقتصادية، أو العرق، أو النوع الاجتماعي، أو الإعاقة. والعدالة التعليمية هي أيضًا في السياق التاريخي للموقع والشعب والبُنى. يشكل التاريخ ناتج الأفراد داخل النظام التعليمي.

## العدالة مقابل المساواة
غالبًا ما يُبدّل بين مصطلحات المساواة والعدالة عند الإشارة إلى العدالة التعليمية. لكن يوجد اختلاف بينهما على الرغم من انهما متشابهان.

### العدالة
تدرك العدالة أنه يوجد أشخاص في وضع أكثر سوءًا من غيرهم، وتهدف إلى تعويض مصائب هؤلاء الأشخاص وإعاقاتهم لضمان إمكانية بلوغ كل شخص لنفس نمط الحياة الصحي. ومن الأمثلة على ذلك: «عندما توفر المكتبات برامج لمحو الأمية، وعندما تقدم المدارس دورات في اللغة الإنكليزية كلغة ثانوية، وعندما تستهدف المؤسسات الطلاب من الأسر الفقيرة لتقدم منح دراسية لهم، فإنها تجسد هذا الإيمان بعدالة الوصول، كإنصاف وعدل». تأخذ العدالة هذا القدر من عدم المساواة بعين الاعتبار، وتهدف إلى اتخاذ تدابير إضافية من خلال إعطاء المحتاجين أكثر من غيرهم. تهدف العدالة إلى التأكد من أن أسلوب حياة كل فرد متساوٍ، حتى لو كان ذلك على حساب التوزيع غير المتكافئ للوصول والسلع. يسعى قادة العدالة الاجتماعية في التعليم إلى ضمان نتائج عادلة لطلابهم.

### المساواة
تُعرِّف جمعية المكتبات الأمريكية المساواة كالتالي: «الوصول إلى قنوات الاتصال ومصادر المعلومات التي تُوّفر للجميع حتى بشروط -فرص متكافئة- مستمدة من مفهوم الإنصاف كتوزيع موحد، حيث يحق للجميع نفس المستوى من الوصول، ويمكنهم الاستفادة إذا اختاروا ذلك.» لا يتمتع أي شخص بميزة غير عادلة، في هذا التعريف من المساواة.
يُمنح الجميع فرصًا وإمكانيات وصول بشكل متساو، ولهم الحرية بعدها بفعل ما يحلو لهم بها. ومع ذلك، لا يعني هذا أن الجميع متساوون بطبيعتهم. قد يختار بعض الأشخاص اغتنام هذه الفرص المفتوحة والمتساوية، في حين أن آخرين يتركونها.

## العدالة العرقية في التعليم
الجنس البشري هو نوع واحد، من وجهة نظر علمية. ومع ذلك، فإن مصطلح «جماعة عرقية» منصوص عليه في التشريعات، وتُستخدم العبارات مثل المساواة بين الأعراق والعلاقات العرقية رسميًا وعلى نطاق واسع. العدالة العرقية في التعليم تعني إحالة الطلاب في المدارس العامة وداخل المدارس بغض النظر إلى عرقهم، ويشمل ذلك تقديم فرصة كاملة للمشاركة في جميع البرامج التعليمية بغض النظر عن عرقهم.
يختلف النظام التعليمي واستجابته للشواغل العنصرية في التعليم من بلد إلى آخر.

## العدالة الجندرية في التعليم
تشير العدالة الجندرية (الإنصاف ما بين الجنسين) في الناحية العملية، إلى مسائل الذكور والإناث، ولكن لا يزال معظم التحيز بين الجنسين، موجهًا ضد المرأة في العالم النامي. كان التمييز بين الجنسين في التعليم واضحًا جدًا ومشكلة أساسية في العديد من البلدان، وخاصة في البلدان النامية، حيث تواصل الوصمة الثقافية والاجتماعية عرقلة تطور ونجاح النساء. تابعت الحملة العالمية للتعليم (جي سي إي) دراسة استقصائية بعنوان «التمييز بين الجنسين في انتهاك حقوق النساء والفتيات»، تنص على أن عُشر الفتيات في المدارس الابتدائية «تعيسات»، ويزداد هذا العدد إلى الخمس بحلول الوقت الذي يصلن فيه إلى المدارس الثانوية. تشمل بعض الأسباب التي قدمتها الفتيات: التحرش، ومصادرة الحرية، والافتقار المتأصل إلى الفرص مقارنة بالفتيان. تعرف منظمة الأمم المتحدة للتربية والعلم والثقافة (اليونسكو) التعليم على أنه «حق إنساني أساسي، وضروري لممارسة جميع حقوق الإنسان الأخرى. يعزز الحرية الفردية والتمكين ويُفضي إلى منافع إنمائية كبيرة.»
طورت المُقرِّرة الخاصة للأمم المتحدة كاترينا توماسيفكي إطار «أ4» بشأن الحق في التعليم. يشمل إطار «أ4» التوافر، وإمكانية الوصول، والمقبولية، والقدرة على التكيف، باعتبارها أساسية لمؤسسة التعليم. ومع ذلك، تُحرم الفتيات في العديد من البلدان المتخلفة من التعليم الثانوي. تواجه بلدان مثل السودان والصومال وتايلاند وأفغانستان، أعلى درجة من عدم الإنصاف عندما يتعلق الأمر بالتحيز الجندري.
لم يكن عدم الإنصاف القائم على النوع الاجتماعي في التعليم مجرد ظاهرة في البلدان النامية. ألقى مقال في صحيفة نيويورك تايمز الضوء على ميل أنظمة التعليم، وخاصة نظام المدارس العامة، إلى التمييز بين الجنسين. يُدرّس الأولاد والبنات غالبًا بطرق مختلفة، تبرمج الأطفال على الاعتقاد بأنهم مختلفون ويستحقون معاملة مختلفة. وتظهر الدراسات مع ذلك أن الأولاد والبنات يتعلمون على نحو مختلف، وبالتالي يجب أن يُدَرَّسوا على نحو مختلف. يتعلم الأولاد بشكل أفضل عندما يستمرون في الحركة، بينما تتعلم الفتيات بشكل أفضل وهن جالسات في مكان واحد بهدوء. لذلك يؤدي الفصل بين الجنسين -وفقًا لهذا المنطق- إلى تعزيز العدالة الجندرية في التعليم، حيث يتعلم من الفتيان والفتيات بأفضل وجه.

### أسباب التمييز بين الجنسين في التعليم
«في إس أو» هي منظمة تنمية دولية قيادية مستقلة، تعمل على القضاء على الفقر، وعدم الإنصاف بين الجنسين في التعليم هو إحدى المشكلات التي تواجهها. نشرت في إس أو بحثًا تصنف فيه العقبات (أو الأسباب):
- العقبات على مستوى المجتمع: تتعلق هذه الفئة في المقام الأول بالتحيز البارز في التعليم خارج البيئة المدرسية. ويشمل هذا القيود الناجمة عن الفقر وعمالة الأطفال، والقيود الاجتماعية والاقتصادية، والافتقار إلى مشاركة الوالدين، والمشاركة المجتمعية. الممارسات الضارة مثل زواج الأطفال والأدوار الجندرية المحددة مسبقًا هي عوائق ثقافية.[10]

- العقبات على مستوى المدارس والنظام التعليمي: نقص الاستثمار في التعليم الجيد، والمواقف والسلوكيات غير الملائمة، ونقص المعلمات كنماذج يحتذى بها، والافتقار إلى بيئة مدرسية ودودة للنوع الاجتماعي، كلها عوامل تعزز عدم الإنصاف بين الجنسين في التعليم.[11]

### تأثير التمييز بين الجنسين على الاقتصاد
التعليم معترف به عالميًا كحق أساسي من حقوق الإنسان، لأنه يؤثر بشكل كبير على الجوانب الاجتماعية الاقتصادية والثقافية للبلد. تزيد العدالة في التعليم القوى العاملة في الدولة، وبالتالي تزيد الدخل القومي والإنتاجية الاقتصادية و [الناتج المحلي الإجمالي]. تقلل من معدلات الخصوبة ووفيات الرضع، وتحسن صحة الطفل، وتزيد متوسط العمر المتوقع، وتحسن مستوى المعيشة. هذه هي العوامل التي تسمح بالاستقرار الاقتصادي والتطور في المستقبل. يمكن لتعليم الإناث قبل كل شيء، زيادة مستويات الإنتاج والسماح للبلدان بتحقيق التنمية المستدامة. تقلل العدالة في تعليم المرأة أيضًا من إمكانيات الاتجار بالنساء واستغلالهن. تشير اليونسكو إلى العدالة الجندرية كعامل رئيسي يسمح بالتنمية المستدامة.